# Anoectangium bellii
Anoectangium bellii är en bladmossart som beskrevs av Brotherus och Hugh Neville Dixon 1926. Anoectangium bellii ingår i släktet Anoectangium och familjen Pottiaceae. Inga underarter finns listade i Catalogue of Life.